# آدریانا روانو
آدریانا روانو (اسپانیایی: Adriana Ruano‎؛ زادهٔ ۲۶ ژوئن ۱۹۹۵) تیرانداز زن اهل گواتمالا است.
وی در مسابقات کشوری و بین‌المللی در مجموع برندهٔ ۲ مدال طلا شده است.